# Gârleni, Bacău
Gârleni (maghiară Gerlény) este un sat în comuna cu același nume din județul Bacău, Moldova, România.